# Alette
Alette é uma comuna francesa na região administrativa de Altos da França, no departamento de Pas-de-Calais. Estende-se por uma área de 13,87 km². Em 2010 a comuna tinha 387 habitantes (densidade: 27,9 hab./km²).